# Elecciones parlamentarias de Serbia de 2020
Las elecciones parlamentarias de Serbia de 2020 se realizaron en Serbia el 21 de junio de 2020. Estaban inicialmente organizadas para el 26 de abril de 2020, pero se pospusieron debido a un estado de emergencia durante la pandemia de COVID-19.
En el período anterior a las elecciones, se mantuvo el diálogo entre partidos del Parlamento Europeo y se realizaron ciertos cambios en la legislación electoral. Numerosos sujetos políticos parlamentarios y no parlamentarios están boicoteando las elecciones, incluida la importante coalición de oposición, la Alianza para Serbia, alegando que no hay condiciones para elecciones libres y justas.

## Antecedentes
En las elecciones parlamentarias de 2016, la coalición liderada por el Partido Progresista Serbio y la coalición liderada por el Partido Socialista de Serbia , fueron devueltos al poder, y el actual primer ministro Aleksandar Vučić fue reelegido. Sin embargo, en las elecciones presidenciales de 2017 , Vučić fue elegido presidente y dejó el gobierno por su nuevo cargo. El resultado electoral provocó protestas en torno a Serbia. Miles de manifestantes acusaron a Vučić de liderar el país hacia el autoritarismo. La OSCEEl criticó la cobertura de los medios desequilibrados durante la campaña electoral, el uso de recursos públicos para apoyar a Vučić y los informes de presión sobre los empleados de las instituciones afiliadas al estado para apoyar a Vučić y asegurar, en forma de cascada, el apoyo de familiares y amigos. Ana Brnabić fue nombrada jefa de gobierno como política no partidista , convirtiéndose en la primera mujer en ser la primera ministra de Serbia y la primera ministra abiertamente homosexual . Dos años después, Brnabić se unió al Partido Progresista Serbio.
En enero de 2019, Vučić repitió que existía la posibilidad de celebrar elecciones anticipadas "en algún momento durante 2019". Los observadores señalaron que esto era muy probable, ya que permitiría al SNS obtener ganancias electorales antes de tener que comprometer las decisiones impopulares sobre el estado de Kosovo, que se espera que alcance la calificación del partido.
En mayo de 2019, la Comisión Europea en el Informe Serbia 2019 criticó las condiciones electorales y expresó una seria preocupación por la libertad de prensa. También declararon que había un impacto negativo en el trabajo de las instituciones democráticas, en particular la Asamblea Nacional, y había una necesidad urgente de crear un espacio para un verdadero debate entre los partidos y condiciones para una participación significativa de la oposición en el parlamento.

### Protestas en Serbia de 2018-presente
Mientras tanto, Vučić también fue presionado por protestas pacíficas en Belgrado y otras ciudades, con la oposición exigiendo más libertad de los medios, así como elecciones libres y justas y renuncias ministeriales. Las protestas fueron precipitadas por un asalto a Borko Stefanović, uno de los líderes de la recién formada coalición opositora Alianza por Serbia.  Estas fueron las mayores protestas contra el gobierno desde que Vučić llegó al poder en 2012, con informes de los medios que estiman que la asistencia a las protestas es de entre 25,000 y 70,000 personas.  Paralelamente a las protestas, Vučić lanzó una campaña "El futuro de Serbia", organizando manifestaciones en todos los distritos de Serbia.
Después de la protesta civil y de oposición más masiva el 13 de abril, se presentó el grupo de expertos no partidistas y luego formularon las demandas de las protestas, concluyeron que no había condiciones para elecciones libres y justas, y finalmente redactaron un documento integral con demandas y recomendaciones A principios de septiembre, los organizadores de la protesta pidieron un Boicot electoral a las próximas elecciones porque no se adoptó ninguna recomendación del equipo de expertos.

### Negociaciones entre partidos
Después de la conclusión infructuosa de la negociación mediada por la Facultad de Ciencias Políticas y ONG de la Universidad de Belgrado, la primera ronda de diálogo mediado por el Parlamento Europeo entre partidos en Serbia tuvo lugar en octubre, que fue iniciada por David McAllister, el Presidente de la Comisión de Asuntos Exteriores del PE. La Alianza para Serbia se negó a participar, declarando que no hay tiempo para que sus demandas de condiciones electorales justas se cumplan antes de abril, cuando estaba programada la elección. En diciembre de 2019, después de tres rondas de diálogo, los miembros de la delegación del PE anunciaron que no se habían establecido las condiciones para elecciones justas y libres. Después de la última ronda, se concluyó que era necesaria una observación continua de la implementación y se acordó mover las elecciones lo más tarde posible.
La decisión del partido gobernante de reducir el umbral electoral del 5% al 3% ha sido criticada por numerosos observadores, partidos de oposición, miembros de la delegación del PE y Trasparencia Serbia, afirmando que no era un tema de negociación y que ayudaría a algunos partidos más pequeños ingresan al parlamento después del boicot anunciado de los partidos de oposición más grandes.

## Partidos participantes
Después de las elecciones presidenciales de 2017, Saša Janković, que terminó en segundo lugar con el 16,3% de los votos, formó el Movimiento de centroizquierda Movimiento de ciudadanos libres (PSG) en mayo de 2017. En octubre de 2017, Vuk Jeremić, quien terminó cuarto con el 5,6% de los votos, formó el Partido Popular Serbio (NS) de centroderecha , que coopera estrechamente con el partido de Janković.
En junio de 2018, los partidos de oposición mantuvieron conversaciones sobre la formación de una alianza, que se hizo posible con la elección del liderazgo en el Partido Demócrata, que está a favor de formar la alianza con Dragan Đilas (que tuvo mucho éxito en las elecciones locales de Belgrado) y el PSG y NS. Esta alianza de partidos en su mayoría prooccidentales y pro-UE incluirá otras organizaciones de oposición, independientemente de su postura sobre la UE, incluido Dveri, un partido anti-UE. La alianza opositora es denominada por los medios y los principales participantes en su formación como Alianza para Serbia (SZS)

### Boicot
Casi todos los partidos de oposición (excepto el Partido Demócrata de Serbia, la Alianza Patriótica Serbia y No dejes que Belgrado sea propietario) firmaron un Acuerdo con la Gente en febrero de 2019, donde prometieron boicotear las elecciones de 2020 si se consideraban irregulares. Además, en septiembre de 2019, los organizadores de la protesta pidieron un boicot a las próximas elecciones.
Las elecciones fueron boicoteadas por varios partidos políticos políticos, incluida la coalición opositora principal, la Alianza para Serbia (compuesta por el Partido Demócrata, Dveri, Partido Popular, Partido de Libertad y Justicia, Movimiento de Reversión, Patria y los Sindicatos Unidos "Sloga"), la Plataforma Cívica , así como algunos partidos y movimientos extraparlamentarios, como la Unión Socialdemócrata y la alianza del Frente Cívico propio de Belgrado, que afirmó que las elecciones no se celebrarían en condiciones justas. Juntos por Serbia y el Partido Socialdemócrata , también boicoteó las elecciones parlamentarias, solo participando en algunas elecciones a nivel local (municipal). Algunos políticos individuales también declararon un boicot, como Đorđe Vukadinović, miembro de la Asamblea Nacional, y Ljubiša Preletačević, quien terminó tercero en las elecciones presidenciales de 2017.

## Sistema electoral
Los 250 miembros de la Asamblea Nacional de Serbia son elegidos por representación proporcional de lista cerrada de una sola circunscripción nacional. Los escaños se asignan utilizando el Método d'Hondt con un umbral electoral del 3% de todos los votos emitidos (reducido del 5% en las elecciones anteriores), aunque el umbral no se aplica a los partidos de minorías étnicas.
Si bien algunos partidos eligen disputar elecciones únicamente en su propio nombre, las coaliciones multipartidistas son más comunes. Esto permite que los partidos más pequeños alcancen juntos el umbral electoral, mientras que para los partidos más grandes representa una oportunidad para reunir el apoyo de secciones más diversas del electorado.

## Resultados
La alianza Aleksandar Vučić - Por Nuestros Niños, dirigida por el Partido Progresista Serbio, ganó una supermayoría de escaños y el 60,65% de los votos en medio de un boicot de la oposición.
|                                    |                                                       |           |       |         |       |
| Lista                              | Lista                                                 | Votos     | %     | Escaños | +/–   |
|                                    | Por Nuestros Niños (SNS–SDP–PS–PUPS–PSS–SNP–SPO–NSS)  | 1,953,998 | 63.02 | 188     | +57   |
|                                    | Partido Socialista de Serbia–Serbia Unida             | 334,333   | 10.78 | 32      | +3    |
|                                    | Alianza Patriótica Serbia                             | 123,393   | 3.98  | 11      | Nuevo |
|                                    | Por el Reino de Serbia                                | 85,888    | 2.77  | 0       | –1    |
|                                    | Ya fue suficiente                                     | 73,953    | 2.39  | 0       | –16   |
|                                    | Partido Democrático de Serbia                         | 72,085    | 2.32  | 0       | –6    |
|                                    | Alianza de Húngaros de Vojvodina                      | 71,893    | 2.32  | 9       | +3    |
|                                    | Partido Radical Serbio                                | 65,954    | 2.13  | 0       | –22   |
|                                    | Movimiento de Ciudadanos Libres                       | 50,765    | 1.64  | 0       | Nuevo |
|                                    | Partido Serbio de Patronos                            | 45,950    | 1.48  | 0       | 0     |
|                                    | Salud para la Victoria (ZS–BS)                        | 33,435    | 1.08  | 0       | Nuevo |
|                                    | Directamente (SPP–DPM)                                | 32,170    | 1.04  | 4       | +2    |
|                                    | Serbia Democrática Unida (S21–SMS–GDF–LSV–VP–DSHV–CP) | 30,591    | 0.99  | 0       | –11   |
|                                    | Alternativa Democrática Albanesa                      | 26,437    | 0.85  | 3       | +2    |
|                                    | Partido de Acción Democrática de Sandžak              | 24,676    | 0.80  | 3       | +1    |
|                                    | Movimiento Leviatán                                   | 22,691    | 0.73  | 0       | Nuevo |
|                                    | 1 de 5 millones                                       | 20,265    | 0.65  | 0       | Nuevo |
|                                    | Coalición por la Paz                                  | 10,158    | 0.33  | 0       | –4    |
|                                    | Bloque Popular (NS–NSP)                               | 7,873     | 0.25  | 0       | –5    |
|                                    | Que caigan las máscaras (ZS–NS)                       | 7,805     | 0.25  | 0       | –2    |
|                                    | Partido Ruso                                          | 6,295     | 0.20  | 0       | 0     |
| Votos nulos/en blanco              | Votos nulos/en blanco                                 | 118,155   | –     | –       | –     |
| Total                              | Total                                                 | 3,218,763 | 100   | 250     | 0     |
| Votantes registrados/participación | Votantes registrados/participación                    | 6,584,376 | 48.88 | –       | –     |
| Fuente: RIK                        |                                                       |           |       |         |       |

## Consecuencias

### Reacciones
La organización observadora electoral CRTA describió que las elecciones "han cumplido el mínimo de los estándares democráticos, pero ponen en peligro la democracia". Registraron el doble de irregularidades e incidentes que en las elecciones anteriores, afirmando que las irregularidades podrían haber influido en los resultados y que la participación hubiera sido de alrededor del 45% sin ellas. El CeSID informó que las elecciones respetaron los derechos humanos básicos, pero la competencia política fue limitada debido al boicot de la oposición y la distinción poco clara entre las actividades del partido y las actividades de los funcionarios públicos. El período de estado de emergencia debido a la pandemia de COVID-19, que se llamó la "campaña antes de la campaña", fue fuertemente criticado. Señalaron irregularidades, incluidas graves, como listas paralelas de votantes, la presión para votar en todos los niveles de las elecciones, la presencia de personas no autorizadas en los colegios electorales y conflictos en y frente a los colegios electorales.
La OSCE anunció en conclusiones y conclusiones preliminares que las elecciones se llevaron a cabo de manera eficiente, a pesar de los desafíos de la pandemia, pero que la preocupación fue causada por el dominio del partido gobernante, incluso en los medios de comunicación. Señalaron que muchas recomendaciones anteriores de la OIDDH no habían sido adoptadas, incluso sobre administración electoral, medios de comunicación, financiamiento de campañas y sanciones por violaciones electorales. Sin embargo, se adoptaron algunas recomendaciones, pero "las enmiendas clave se aprobaron de manera rápida y sin consultas previas, lo que limita la inclusión del proceso". Además, la OSCE señaló la falta de diversidad de opiniones políticas en los medios tradicionales y los ataques o la presión sobre los periodistas críticos y los medios de comunicación, así como la posible combinación de la campaña del partido gobernante y la cobertura de los medios de la respuesta a la crisis de COVID-19.
El politólogo Florian Bieber declaró que el Partido Progresista Serbio superó al partido Rusia Unida al convertirse en "la mayoría del partido gobernante más grande en Europa después de Bielorrusia" y que la Unión Europea no puede pretender que no haya una "farsa de elecciones" en Serbia. El presidente del Partido Popular Europeo, Donald Tusk, así como Sebastian Kurz, canciller de Austria, y Viktor Orbán, primer ministro de Hungría, felicitaron a Vučić por su victoria. Kati Piri, la vicepresidenta del grupo de la Alianza Progresista de Socialistas y Demócratas, dijo que la elección no fue representativa y que teme "no va a cambiar la erosión del estado de derecho en el país", y agregó que "esto no debería ser posible en un país candidato a la Unión Europea". Tanja Fajon, presidenta de la Delegación del Parlamento Europeo para las Relaciones con Serbia, declaró que "el nivel de democracia se ha deteriorado significativamente, y mucho menos la situación de la libertad de los medios", citando que la ausencia de oposición parlamentaria cuestiona la legitimidad del parlamento.

### Repetición de elecciones
La Comisión Electoral de la República anunció que las papeletas de 234 lugares de votación se darían por terminadas y que las elecciones se repetirían en esos lugares el 1 de julio. Debido al empeoramiento de la pandemia de COVID-19 en Serbia, el CRTA anunció que no estaría observando las elecciones repetidas.